# Smulți
Smulți è un comune della Romania di 1 342 abitanti, ubicato nel distretto di Galați, nella regione storica della Moldavia rumena.

## Società

### Evoluzione demografica
Secondo il medesimo censimento la maggior parte degli abitanti sono rumeni (95,75%), la restante parte è di etnia non nota. Dal punto di vista religioso la maggior parte degli abitanti è di confessione ortodossa e il resto non affiliato.